# 包俊臣
包俊臣（1946年—），蒙古族，中华人民共和国政治人物、第十一届全国政协委员。
加入中国共产党，担任十一届全国政协常务委员、内蒙古自治区政协原副主席。2008年，当选第十一届全国政协常务委员，代表少数民族界，分入第四十九组。